# デニス・ビールマン
デニス・ビールマン（Denise Biellmann、1962年12月11日 - ）は、スイスのフィギュアスケート選手（女子シングル）。1980年レークプラシッドオリンピック4位。1981年世界選手権優勝。女子シングル史上初の3回転ルッツジャンプ成功者。フィギュアスケートの有名な技の1つであるビールマンスピンは、彼女に因んで名付けられたものである。

## 経歴

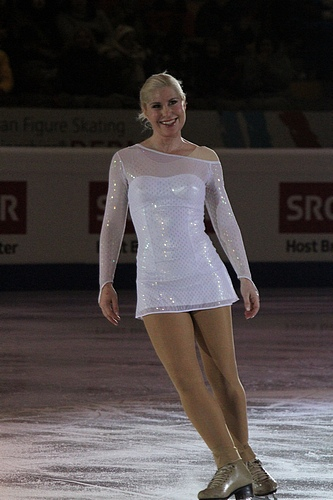
2011年欧州選手権にて

デニスにフィギュアスケートを手ほどきしたのは母ハイジ・ビールマン（1931年 - ）であった。ハイジは趣味がフィギュアスケートで、フィギュアスケートのスターを夢見ていたが8歳の時に戦争が始まり、スケートが出来る環境では無かった。大人になってからようやくスケートができるようになり、娘2人たちをスケートリンクに連れてきていた。姉シルビアとデニスはこうして幼い頃からスケートに慣れ親しんでいった。
デニスはスピードを全く怖がらず、どんどん上達していった。6,7歳の頃にはデニスはスケートのとりこになっていた。6歳の頃、母親に正式にフィギュアスケートを習いたいと言いだし、母親はベテランコーチのオットー・ヒューギンのもとに入門させた。父親は技術者、母親は電信技師で彼ら2人でリンクのレンタル代、コーチ代、衣装その他の費用は賄いきれず、母ハイジは新聞配達もして家計を支えた。
デニスの才能はすぐに開花し、ジャンプでめざましい発達を見せる。12歳で4種類の3回転を飛んでいた。コーチのヒューギンは世界チャンピオンになる才能があると思っていた。しかし彼女は当時高い比率を占めていた規定が苦手であった。1976-89年の評価方法は　規定3割、ショート2割、フリー5割であった。デニスのホームリンクはチューリッヒのドルダー・スケートリンクであったが、屋外リンクであるため風で体が揺れて集中して規定の練習は難しく、30分ほどしかできない状態だった。またデニス本人も規定の練習が嫌いで積極的に時間をフリーの練習に割いていた。
11歳の時に得意のジャンプでスイスのジュニアチャンピオンになる。その後も勝つための練習よりは見ている観客が楽しめる表現を追求していった。ジャンプだけではつまらない、と独創的なスピンをやろうと思い立つ。デニスは9歳から12歳までアクロバット体操を習っており、そのときに人並み外れた柔軟性を身につけていた。現在のビールマンスピンのポジションも出来、それをリンクの上で試してみようということになった。しかし、回転しながらそのポジションを取ると遠心力が働き、非常に難しい。そのため筋力トレーニングも取り入れた。努力の甲斐があり、スピンの速度はどんどん速くなっていった。
ビールマンスピンに取り組み始めて2年、14歳で1977年ヨーロッパフィギュアスケート選手権に出場し、はじめてビールマンスピンを披露する。観客からは大きな拍手で受け入れられ、ジャッジの評価も技術点で9人のうち5.9が2つ、5.8が5つ、5.7が1つ、5.6が1つで高い評価を得たが、芸術点は5.5が1つ、5.6が3つ、5.7が3つ、5.8が1つ、5.9が1つと評価が割れた。規定は12位であったが最終的に6位まで順位を上げた。
当時同時代に活躍していた日本の渡部絵美は評価が割れた理由を次のように述べている。「（ビールマンスピンを）綺麗でないという審判もいただろうし、すごいなと積極的に評価する審判もいただろう。当時はスケート選手もそんなに大胆なポジションをとらなくても、という意見が多かった。（渡部本人は）すごいものに踏み込んでしまったな、と思って見ていた。また、無理な姿勢、危ないということで危険度も高いし、もしかしてこの技も禁止になるかね、くらいにしか思わなかった。」デニス本人は審判のことを気にしていなかった。観客が喜んでくれればそれでいいと考えていた。その後もデニスは黙々と筋力トレーニングを続け、スピンとジャンプを中心に技術に磨きをかけていった。母親もコーチもデニスに無理強いせずにやりたいようにやらせていた。
ビールマンスピンを披露した翌年の1978年ヨーロッパフィギュアスケート選手権で女子選手として初めて3回転ルッツを成功させた。そしてまたビールマンスピンを披露した。前年よりも回転スピードがさらに速くなり、足はさらに高く上がっていた。技術点で満点の6.0が1つでた。しかし芸術点では5.9が4つ、5.8が1つあるものの、5.5が2つ、5.6が2つと前年よりもよりはっきりと評価が割れていた。最終的に4位になる。
ビールマンスピンを披露したことと、順位を上げていったことでデニスの注目度はあがり、何誌もの雑誌に特集が組まれることになった。デニスはやりたい練習はなんでもやった。バレエのレッスンにも力をいれた。1980年のレークプラシッドオリンピックで金メダルが狙える選手ということで、国から年間200万の強化費がでることになった。それまでスイスはフィギュアスケートで金メダルを獲得した事は無かった。デニス本人も世界チャンピオンになれば引退してプロ選手としてやっていけると考えるようになる。
しかしデニスはレークプラシッドオリンピックの1ヶ月前のヨーロッパフィギュアスケート選手権で転倒する。ステップのパートでつまづき、その試合を棄権してしまう。そのことはスイス国内で大きく報道された。「デニスが自分の足につまづき転倒」（Denise stolperte über die eigenen Beine!）。その失敗でデニスは精神的に追い詰められ、スケートを辞めることすら考えていた。父ハンスは「なぜそんな深刻に考える？オリンピックはオリンピックゲームというだろう？失敗しても世界の終わりじゃあるまいし、ゲームだと考えればいいんだよ」デニスはその言葉に救われてオリンピックに出る。
1ヶ月後のレークプラシッドオリンピックでは規定12位と出遅れたがショートは2位、フリーは1位と追い上げて総合で4位に入賞した。フリーではビールマンスピンを披露。技術点で5.9が3つ、5.8が6つ。芸術点は5.6が2つ、5.7が2つ、5.8が5つとまだ完全に高い評価にはならなかった。4位に終わったが、思わぬオファーがあった。ホリデーオンアイスから次の世界選手権で優勝したら契約するというオファーである。
デニスは初めて勝つための練習を始めた。ヒューギンコーチはドイツから規定の第一人者であるジャック・ゲルシュヴィラーを呼び寄せて規定を特訓させた。もうひとつの課題はビールマンスピンでジャッジ全員から高得点を貰うこと。デニスはより回転を早く、より足を高くあげてさらにスピンを進化させていった。
1980-81シーズンはNHK杯でカタリナ・ヴィットを振り切って優勝、スイス選手権でも優勝、ヨーロッパフィギュアスケート選手権でも規定4位、ショート1位、フリー1位で圧勝し、世界選手権の初優勝へ向けて破竹の勢いで勝ち進んでいった。
1981年の世界フィギュアスケート選手権では規定を4位で通過し、規定を特訓した成果が出て初優勝へ期待が寄せられた。地元の新聞も「規定で4位、金は手中だ！」（Rang 4 in der Pflicht - Gold in Griffnähe!）と報じた。ショート単独では1位がカタリナ・ヴィット、2位がデニス、3位がエレイン・ザヤックで、ショート終了時点で総合でデニスが2位、ザヤックが5位。
フリーではライバルの15歳のザヤックが3回転を7回も跳び（うち4回はトウループ、2回がサルコウ、1回がループ）技術点で5.9を3つも出して激しく迫る。デニスと母はビールマンスピンを中盤と最後の2回やることにきめてリンクへ出て行く。デニスは3回転を3回飛び（ルッツ、サルコウ、トゥループ）、ビールマンスピンを中盤に1回、最後のコンビネーションスピンではシットの姿勢にはいった時に観客から期待する拍手がわき起こり、ビールマンスピンで総立ちになった。ライバルのザヤックの地元での開催で、観客が総立ちになったことはデニスを喜ばせた。技術点ではザヤックに劣ったものの、芸術点では5.9が7つ、5.8が2つで最高の評価を得て、優勝した。
世界選手権の一ヶ月後の1981年4月、ホリデーオンアイスとの契約が成立し、プロへ転向した。デニスはその活躍から1979年と1981年にはスイスの女子スポーツ最優秀選手に選ばれた。プロスケーターとなってからは、アイスショー及びプロ競技会に積極的に参加し、世界プロフィギュア選手権で優勝を果たしている。

## ビールマンスピン
スケート選手が片脚を後方から頭上に伸ばし、伸ばした脚を手で保持した状態をビールマンポジションと称し、その状態でスピンを行なう事をビールマンスピンという。ビールマンポジションのままスパイラルを行なうことをビールマンスパイラルという。これらは非常に大きな柔軟性と技術を必要とするため、二重関節体質の持ち主、もしくは幼少からストレッチを行なう等して高度な身体の柔軟性を持った選手以外にはほとんど行なうことができない。筋肉量の関係で、男性でこれを行なえる選手は非常に少ない。
ビールマンスピンの名称は、1977年に特徴的なスピンを成功させたデニス・ビールマンに因んで名付けられたものだが、彼女はジャンプやスピンの回転は時計回りの選手であった。ビールマンスピンの原型を最初に行なったスケート選手は、1960年代半ばに活躍した旧ソビエト連邦のタマラ・ブラトゥスとされる。
最近の日本においては、中野友加里が2000年シーズンに初めて国際試合でビールマンスピンを行ったが、1980年頃から演技に取り入れる選手はいた。現在では、2006年トリノオリンピックで金メダルを獲得した荒川静香の他、世界選手権2度優勝者の安藤美姫や、武田奈也など多くの選手が演技に取り入れており、また海外女子ではイリーナ・スルツカヤ、サーシャ・コーエン、アリッサ・シズニーらが得意技としていた。また片手だけでの保持でビールマンスピンを行う選手では、バンクーバー五輪銀メダリストの浅田真央や、ミラ・リュン、水津瑠美などが有名である。またイリーナ・スルツカヤはビールマンスピンを左右両脚で廻る事が出来、左脚、右脚と軸脚を変えての連続でのビールマンスピンを世界で初めて披露した。
ビールマンスピンを取り入れている男子選手は余り存在しないが、トリノ五輪金メダリストのエフゲニー・プルシェンコやソチ五輪金メダリストの羽生結弦を始め、ショーン・ソーヤー、デニス・テン、柴田嶺、マイケル・クリスチャン・マルティネスらがビールマンスピンを披露している。

## 主な戦績
| 大会/年        | 1972-73 | 1973-74 | 1974-75 | 1975-76 | 1976-77 | 1977-78 | 1978-79 | 1979-80 | 1980-81 |
| -------------- | ------- | ------- | ------- | ------- | ------- | ------- | ------- | ------- | ------- |
| オリンピック   |         |         |         |         |         |         |         | 4       |         |
| 世界選手権     |         |         |         | 15      | 10      | 5       | 5       | 6       | 1       |
| 欧州選手権     |         |         |         |         | 6       | 4       | 3       | 棄権    | 1       |
| スイス選手権   | 5.J     | 1.J     | 11      | 3       | 2       | 2       | 1       | 1       | 1       |
| NHK杯          |         |         |         |         |         |         |         |         | 1       |
| リッチモンド杯 |         |         |         |         |         | 3       |         |         |         |